# Acantholimon kermanense
Acantholimon kermanense är en triftväxtart som beskrevs av Mostafa Assadi och Mirtadz. Acantholimon kermanense ingår i släktet Acantholimon och familjen triftväxter. Inga underarter finns listade i Catalogue of Life.